# Liste de personnalités du football décédées en 2022
Cet article présente une liste de personnalités du monde du football décédées au cours de l'année 2022.
Plus d'informations : Liste exhaustive de personnalités du football décédées en 2022.

## Janvier
- 2 janvier : décès à 82 ans de Jens Jørgen Hansen, international danois ayant remporté 4 Championnat du Danemark et la Coupe du Danemark 1964 devenu entraîneur[1].
- 3 janvier : décès à 32 ans d'Oussou Konan, joueur ivoirien ayant remporté la Ligue des champions de la CAF en 2012, le Championnat de Finlande en 2014 et la Coupe de Côte d'Ivoire en 2019[2].
- 3 janvier : décès à 82 ans de Kamel Lemoui, international algérien devenu entraîneur ayant remporté le Championnat d'Algérie 1978 et 2 Championnat de Libye. Il fut également sélectionneur de son pays[3].
- 4 janvier : décès à 72 ans d'Anatoli Kuksov, international soviétique, ayant remporté la médaille de bronze aux Jeux olympiques 1972 et le Championnat d'Union soviétique1972 devenu entraîneur[4].
- 5 janvier : décès à 69 ans de Jean-Fidèle Diramba, arbitre international gabonais[5].
- 9 janvier : décès à 85 ans d'Abdelkrim Kerroum, international algérien ayant remporté la Coupe d'Algérie 1965[6].
- 11 janvier : décès à 27 ans d'Ahmet Çalık, international turc ayant remporté 2 Championnat de Turquie et la Coupe de Turquie 2019[7].
- 12 janvier : décès à 72 ans de Joseph Zangerle, international luxembourgeois ayant remporté le championnat du Luxembourg en 1971 et la Coupe du Luxembourg en 1969[8].
- 15 janvier : décès à 80 ans de Robert Péri, international français[9].
- 16 janvier : décès à 89 ans de Jacobo Azafrani, joueur puis entraîneur marocain[10].
- 18 janvier : décès à 88 ans de Francisco Gento, international espagnol ayant remporté 6 Coupe d'Europe des clubs champions, la Coupe intercontinentale 1960, 12 Championnat d'Espagne et 2 Coupe d'Espagne[11].
- 18 janvier : décès à 91 ans d'Alberto Michelotti, arbitre international italien[12].
- 19 janvier : décès à 70 ans de Hans-Jürgen Dörner, international Est-allemand ayant remporté la médaille d'or aux Jeux olympiques 1976, 5 Championnat de RDA et 5 Coupe de RDA puis comme entraîneur la Ligue des champions de la CAF 2001 et la Coupe d'Égypte 2001[13].
- 19 janvier : décès à 80 ans de Nils Arne Eggen, international norvégien ayant remporté 3 Championnat de Norvège et la Coupe de Norvège 1960 puis comme entraîneur 15 Championnat de Norvège et 6 Coupe de Norvège. Il fut également sélectionneur de son pays[14].
- 20 janvier : décès à 77 ans d'Eduardo Flores, joueur argentin ayant remporté la Coupe intercontinentale 1968, la Copa Libertadores 1968 et le Championnat d'Argentine en 1967[15].
- 21 janvier : décès à 92 ans de Marcel Mauron, international suisse[16].
- 22 janvier : décès à 69 ans d'António Lima Pereira, international portugais ayant remporté la Coupe intercontinentale en 1987, la Ligue des champions en 1987, 4 Championnat du Portugal et 2 Coupe du Portugal[17].
- 22 janvier : décès à 86 ans de Jef Van Gool, joueur belge ayant remporté le Championnat de Belgique en 1957[18].
- 25 janvier : décès à 75 ans de Wim Jansen, international néerlandais ayant remporté la Coupe d'Europe des clubs champions en 1970, la Coupe UEFA en 1974, 4 Championnat des Pays-Bas et 2 Coupe des Pays-Bas puis comme entraîneur le Championnat des Pays-Bas en 1993, 2 Coupe des Pays-Bas et le Championnat d'Écosse en 1998[19].
- 25 janvier : décès à 76 ans de Dojčin Perazić, joueur yougoslave, monténégrin naturalisé belge devenu entraîneur[20].
- 27 janvier : décès à 90 ans d'Antoine Dalla Cieca, joueur puis entraîneur français[21].

## Février
- 2 février : décès à 78 ans de Djilali Abdi, joueur international algérien devenu entraîneur ayant remporté la Coupe d'Algérie 1991[22].
- 2 février : décès à 86 ans d'Abdelhamid Zouba, joueur algérien devenu entraîneur ayant remporté la Coupe d'Afrique des clubs champions en 1976, 2 Championnat d'Algérie et la Coupe d'Algérie en 1976. Il fut également sélectionneur de son pays[23].
- 3 février : décès à 91 ans de Giorgio Turchi, joueur italien ayant remporté le Championnat d'Italie 1958[24].
- 6 février : décès à 72 ans de Ronnie Hellström, international suédois[25].
- 6 février : décès à 66 ans d'Abdelmalek Ali Messaoud, international algérien ayant remporté la Coupe d'Algérie 1981[26].
- 8 février : décès à 91 ans de Javier Berasaluce Marquiegui, joueur espagnol ayant remporté la Ligue des champions de l'UEFA 1957 et 2 Championnat d'Espagne[27].
- 10 février : décès à 102 ans de Stefan Żywotko, joueur polonais devenu entraîneur ayant remporté 2 Ligue des champions de la CAF, 7 Championnat d'Algérie et la Coupe d'Algérie 1986[28].
- 10 février : décès à 83 ans de Nikolaï Manochine, international soviétique ayant remporté le Championnat d'Union soviétique 1960 et la Coupe d'Union soviétique 1960 devenu entraîneur[29].
- 11 février : décès à 84 ans d'Ilya Datunashvili, joueur soviétique ayant remporté le Championnat d'URSS 1964[30].
- 14 février : décès à 76 ans de Julio Morales, international uruguayen ayant remporté 2 Coupe Intercontinentale, 2 Copa Libertadores, la Copa Interamericana 1972, 6 Championnat d'Uruguay, 2 Championnat d'Autriche et 2 Coupe d'Autriche devenu entraîneur[31].
- 14 février : décès à 68 ans de Željko Mijač, joueur yougoslave[32].
- 14 février : décès à 48 ans de Charles Yohane, international zimbabwéen[33].
- 15 février : décès à 90 ans de Roger Lambrecht, joueur belge[34].
- 17 février : décès à 86 ans de Steve Burtenshaw, joueur puis entraîneur anglais[35].
- 17 février : décès à 88 ans de Máté Fenyvesi, international hongrois ayant remporté la Coupe des villes de foires 1965, 4 Championnat de Hongrie et la Coupe de Hongrie 1958 devenu entraîneur[36].
- 17 février : décès à 87 ans de Mauri, international espagnol ayant remporté le championnat d'Espagne 1956 et 3 Coupe d'Espagne[37].
- 18 février : décès à 79 ans de Héctor Pulido, international mexicain ayant remporté 3 Ligue des champions de la CONCACAF, 5 Championnat du Mexique et la Coupe du Mexique 1969[38].
- 19 février : décès à 50 ans de Joey Beauchamp, joueur anglais[39].
- 19 février : décès à 90 ans de Kakuichi Mimura, international japonais[40].
- 21 février : décès à 87 ans d'Eduardo González Pálmer, international mexicain[41].
- 22 février : décès à 84 ans de Louis Bourgeois, joueur français[42].
- 23 février : décès à 82 ans d'Arnoldo Granella, joueur français[43].
- 23 février : décès à 62 ans d'Ion Zare, international roumain ayant remporté la Coupe de Roumanie 1986[44].
- 26 février : décès à 87 ans de Gilbert Moevi, joueur français[45].

## Mars
- 3 mars : décès à 85 ans de Maryan Wisniewski, international français[46].
- 6 mars : décès à 94 ans de Frank O'Farrell, international irlandais ayant remporté la Coupe d'Irlande 1947 et comme enetraîneur la Coupe du pays de Galles 1974. Il fut également sélectionneur de l'Iran[47].
- 8 mars : décès à 50 ans de Sergueï Vladimirovitch Mandreko, international russe et tadjik ayant remporté le Championnat d'Autriche en 1996 et la Coupe d'Autriche en 1995[48].
- 8 mars : décès à 87 ans de Gordon Lee, joueur puis entraîneur anglais[49].
- 8 mars : décès à 69 ans de Tomás Boy, international mexicain devenu entraîneur[50].
- 9 mars : décès à 40 ans de Justice Christopher, international nigérian[51].
- 10 mars : décès à 77 ans de Jürgen Grabowski, international ouest-allemand ayant remporté la Coupe du monde 1974, le Championnat d'Europe des nations 1972, la Coupe UEFA 1980 et 2 Coupe d'Allemagne[52].
- 15 mars : décès à 89 ans de Tony Marchi, joueur anglais ayant remporté la Coupe d'Europe des vainqueurs de coupe en 1963, 2 Championnat d'Angleterre et 2 Coupe d'Angleterre devenu entraîneur[53].
- 17 mars : décès à 57 ans de Jean-Luc Ribar, joueur français[54].
- 21 mars : décès à 80 ans de Nikolaï Osyanin, international soviétique ayant remporté le Championnat d'Union soviétique en 1969 et la Coupe d'Union soviétique en 1971[55].
- 21 mars : décès à 80 ans de Fevzi Zemzem, international turc devenu entraîneur[56].
- 26 mars : décès à 89 ans d'Aimé Mignot, joueur français ayant remporté la Coupe de France en 1964 puis comme entraîneur la Coupe de France en 1973. Il fut également sélectionneur de l’équipe de France féminine de football[57].
- 27 mars : décès à 86 ans de Titus Buberník, international tchécoslovaque ayant remporté le Championnat de Tchécoslovaquie 1959[58].
- 28 mars : décès à 91 ans de Naci Erdem, international turc ayant remporté 2 Championnat de Turquie et 2 Coupe de Turquie devenu entraineur[59].
- 31 mars : décès à 93 ans de Rıdvan Bolatlı, international turc[60].
- 31 mars : décès à 87 ans de Zoltán Friedmanszky, joueur hongrois devenu entraîneur[61].

## Avril
- 2 avril : décès à 85 ans de Leonel Sánchez, international Chilien ayant remporté 7 Championnat du chili[62].
- 2 avril : décès à 70 ans de Silvio Longobucco, joueur italien ayant remporté 3 Championnat d'Italie[63].
- 3 avril : décès à 66 ans d'Andrzej Wiśniewski, joueur puis entraîneur polonais[64].
- 5 avril : décès à 84 ans de Joaquim Carvalho, international portugais ayant remporté la Coupe des coupes en 1964, 3 Championnat du Portugal et la Coupe du Portugal en 1963[65].
- 8 avril : décès à 78 ans de Henri Depireux, international belge ayant remporté 3 Championnat de Belgique et comme entraîneur la Coupe du Maroc 1998. Il fut également sélectionneur du Cameroun et de la République Démocratique du Congo[66].
- 12 avril : décès à 85 ans de Georges Zvunka, joueur puis entraîneur français[67].
- 13 avril : décès à 55 ans de Freddy Rincón, international colombien ayant remporté 2 Championnat de Colombie, la Coupe de Colombie 1989 et 3 Championnat du Brésil devenu entraîneur[68].
- 13 avril : décès à 80 ans de Wolfgang Fahrian, international ouest-allemand ayant remporté le Championnat d'Allemagne 1967[69].
- 15 avril : décès à 77 ans de René Andréo, joueur français[70].
- 16 avril : décès à 71 ans de Joachim Streich, international est-allemand ayant remporté la médaille de bronze aux Jeux olympiques 1972, la Coupe des coupes 1974, 2 Championnat de RDA et 3 Coupe de RDA devenu entraîneur[71].
- 22 avril : décès à 71 ans de Viktor Zvyahintsev, international soviétique ayant remporté la médaille de bronze aux Jeux olympiques 1976. Il fut également arbitre ukrainien[72].
- 30 avril : décès à 54 ans de Mino Raiola, agent de joueurs.

## Mai
- 1er mai : décès à 80 ans d'Ivan Osim, international yougoslave devenu entraîneur ayant remporté 2 Championnat d'Allemagne et la Coupe de Yougoslavie 1992. Il fut également sélectionneur de la Yougoslavie et du Japon[73].
- 1er mai : décès à 38 ans de Takuya Miyamoto, joueur japonais[74].
- 3 mai : décès à 53 ans de Jean-Philippe Forêt, joueur puis entraîneur français[75].
- 5 mai : décès à 45 ans de Lamine Conteh, international sierraléonais ayant remporté la Coupe du Portugal 1997, 2 Championnat des Émirats arabes unis, la Coupe des Émirats arabes unis 2000, le Championnat de Malaisie 2005 et 2 Coupe de Malaisie[76].
- 5 mai : décès à 85 ans de Leo Wilden, international ouest-allemand ayant remporté 2 Championnat d'Allemagne[77].
- 5 mai : décès à 81 ans de José Luis Violeta, international espagnol ayant remporté la Coupe d'Espagne en 1966[78].
- 5 mai : décès à 48 ans de Théodore Zué Nguéma, international gabonais ayant remporté le Championnat du Gabon 1996 et 3 Coupe du Gabon[79].
- 7 mai : décès à 76 ans d'Antón Arieta, international espagnol ayant remporté 2 Coupe d'Espagne[80].
- 9 mai : décès à 29 ans de Jody Lukoki, international congolais ayant remporté 3 Championnat des Pays-Bas et 4 Championnat de Bulgarie[81].
- 10 mai : décès à 63 ans de Manuel Abreu, joueur puis entraîneur franco-portugais[82].
- 11 mai : décès à 84 ans de Henk Groot, international néerlandais ayant remporté 4 Championnat des Pays-Bas et 3 Coupe des Pays-Bas[83].
- 14 mai : décès à 27 ans de Maxi Rolón, joueur argentin[84].
- 15 mai : décès à 80 ans de Stevan Ostojić, international yougoslave ayant remporté 3 Championnat de Yougoslavie et 3 Coupe de Yougoslavie[85].
- 17 mai : décès à 88 ans de Rodri, international espagnol ayant remporté 3 Coupe des villes de foires, 2 Championnat d'Espagne et 2 Coupe d'Espagne[86].
- 18 mai : décès à 66 ans de Faouzi Mansouri, international algérien[87].
- 20 mai : décès à 94 ans de Camille Ninel, joueur puis entraîneur français[88].
- 21 mai : décès à 63 ans de Marco Cornez, international chilien ayant remporté 2 Championnat du Chili[89].
- 22 mai : décès à 69 ans de Volker Graul, joueur allemand[90].
- 24 mai : décès à 92 ans de Luis Calderón, international péruvien ayant remporté 3 Championnat du Pérou[91].
- 25 mai : décès à 79 ans de Michel Dailly, arbitre international français[92].
- 30 mai : décès à 66 ans de Jacques N'Guea, international camerounais ayant remporté 2 Championnat du Cameroun[93].

## Juin
- 1er juin : décès à 75 ans d'István Szőke, international hongrois ayant remporté 2 Championnat de Hongrie et 2 Coupe de Hongrie[94].
- 4 juin : décès à 44 ans de Goran Sankovič, international slovène[95].
- 6 juin : décès à 40 ans de Haidar Abdul-Razzaq, international irakien ayant remporté la Coupe d'Asie des nations en 2007[96].
- 9 juin : décès à 90 ans de Billy Bingham, international nord-irlandais ayant remporté le Championnat d'Irlande du Nord et la Coupe d'Irlande du Nord en 1951 et le Championnat d'Angleterre en 1963 devenu entraîneur. Il fut également sélectionneur de son pays et de la Grèce[97].
- 10 juin : décès à 24 ans de Billel Benhammouda, joueur algérien ayant remporté le Champion d'Algérie en 2019[98].
- 11 juin : décès à 77 ans de Bernd Bransch, international est-allemand ayant remporté la médaille d'or aux Jeux olympiques 1976, la médaille de bronze aux Jeux olympiques 1972 et la Coupe d'Allemagne de l'Est 1974[99].
- 12 juin : décès à 87 ans d'Anselmo Ruíz, international péruvien ayant remporté 2 Championnat du Pérou.
- 12 juin : décès à 77 ans de Lukas Poklepovic, joueur croate[100].
- 13 juin : décès à 83 ans de Rolando Serrano, international colombien devenu entraîneur[101].
- 14 juin : décès à 83 ans de Davie Wilson, international écossais ayant remporté 5 Championnat d'Écosse et 5 Coupe d'Écosse devenu entraîneur[102].
- 15 juin : décès à 77 ans de Jan Klijnjan, international néerlandais[103].
- 16 juin : décès à 89 ans de Tony Bosković, arbitre international australien[104].
- 16 juin : décès à 73 ans de José Pablo García Castany, joueur espagnol ayant remporté la Coupe d'Espagne 1971 devenu entraîneur[105].
- 25 juin : décès à 69 ans de Javier Cárdenas, international mexicain[106].

## Juillet
- 2 juillet : décès à 58 ans d'Andy Goram, international écossais ayant remporté 6 champion d'Écosse, 3 Coupe d'Écosse et le Championnat d'Angleterre 2001[107].
- 4 juillet : décès à 66 ans de Janusz Kupcewicz, international polonais ayant remporté le Championnat de Pologne 1983 et la Coupe de Pologne 1979 devenu entraîneur[108].
- 7 juillet : décès à 91 ans de Claude Pérard, joueur puis entraîneur français[109].
- 9 juillet : décès à 67 ans d'András Törőcsik, international hongrois ayant remporté 3 Championnat de Hongrie et 3 Coupe de Hongrie[110].
- 11 juillet : décès à 86 ans de Víctor Benítez, international péruvuen ayant remporté la Coupe des clubs champions européens 1963, 3 Championnat du Pérou, le Championnat d'Argentine 1962 et la Coupe d'Italie 1969 devenu entraîneur[111].
- 14 juillet : décès à 82 ans de Jürgen Heinsch, international  est-Allemand ayant remporté la médaille de bronze aux Jeux olympiques de 1964 devenu entraîneur[112].
- 15 juillet : décès à 29 ans d'Aleksandr Kozlov, joueur russe[113].
- 15 juillet : décès à 74 ans de Gueorgui Iartsev, international soviétique ayant remporté le Championnat URSS 1979 puis comme entraîneur le Championnat de Russie 1996[114].
- 17 juillet : décès à 79 ans de Francesco Rizzo, international italien ayant remporté le Championnat d'Italie 1969[115].
- 21 juillet : décès à 85 ans de Uwe Seeler, international ouest-allemand ayant remporté le Championnat d'Allemagne 1960 et la Coupe d'Allemagne 1963[116].
- 21 juillet : décès à 87 ans de Milan Dvořák, international Tchécoslovaque ayant remporté 7 Championnat de Tchécoslovaquie et 4 Coupe de Tchécoslovaquie[117].
- 28 juillet : décès à 80 ans de Terry Neill, international nord-Irlandais devenu entraîneur ayant remporté la Coupe d'Angleterre 1979. Il fut également sélectionneur de son pays[118].
- 28 juillet : décès à 62 ans de József Kardos, international hongrois ayant remporté le Championnat de Hongrie 1979 et 3 Coupe de Hongrie devenu entraîneur[119].
- 28 juillet : décès à 88 ans de Karl-Heinz Marotzke, entraîneur allemand. Il fut également sélectionneur du Ghana, Nigéria et du Botswana[120].

## Août
- 1er août : décès à 88 ans de Hans Weilbächer, international ouest-Allemand ayant remporté le Championnat d'Allemagne 1959[121].
- 3 août : décès à 43 ans d'Andrejs Rubins, international letton ayant remporté 3 Championnat de Lettonie et la Coupe de Lettonie 1998[122]
- 7 août : décès à 75 ans de Rostislav Václavíček, international tchécoslovaque ayant remporté la médaille d'or aux Jeux olympiques de 1980 et le Championnat de Tchécoslovaquie 1978[123].
- 7 août : décès à 101 ans d'Émile Robert, joueur français[124].
- 9 août : décès à 64 ans d'Ingemar Erlandsson, international suédois ayant remporté 2 Championnat de Suède et 4 Coupe de Suède[125].
- 9 août : décès à 91 ans d'Alberto Orzan, international italien ayant remporté la Coupe des coupes en 1961, le Champion d'Italie en 1956 et la Coupe d'Italie en 1961[126].
- 10 août : décès à 63 ans de Fernando Chalana, international portugais ayant remporté 6 Championnat du Portugal, 3 Coupe du Portugal et le Champion de France en 1985[127].
- 10 août : décès à 78 ans de Kiril Dojčinovski, international yougoslave ayant remporté 4 Championnat de Yougoslavie et 2 Coupe de Yougoslavie. Il fut également sélectionneur du Salvador[128].
- 11 août : décès à 70 ans de József Tóth, international hongrois ayant remporté 2 Championnat de Hongrie et 2 Coupe de Hongrie devenu entraîneur[129].
- 12 août : décès à 74 ans de Viatcheslav Semionov, international soviétique ayant remporté la médaille de bronze aux Jeux olympiques d'été de 1972 et 3 Championnat d'Union soviétique[130].
- 12 août : décès à 94 ans de José Luis Pérez-Payá, international espagnol ayant remporté la Coupe des clubs champions 1956 et 3 Championnat d'Espagne[131].
- 12 août : décès à 67 ans de Claudio Garella, joueur italien[132].
- 14 août : décès à 91 ans d'Arne Legernes, international norvégien devenu entraîneur. Il fut également sélectionneur de son pays[133].
- 21 août : décès à 67 ans de David Armstrong, international anglais[134].
- 23 août : décès à 89 ans de Carlos Duarte, international portugais ayant remporté 2 Championnat du Portugal et 2 Coupe du Portugal[135].
- 24 août : décès à 78 ans d'Orlando de la Torre, international péruvien ayant remporté 4 Championnat du Pérou reconverti entraîneur[136].
- 27 août : décès à 84 ans de Milutin Šoškić, international yougoslave ayant remporté 3 Championnat de Yougoslavie, la Coupe de Yougoslavie en 1957 et la Coupe d'Allemagne en 1968[137].
- 28 août : décès à 91 ans d'Alfons Dresen, international belge devenu entraîneur[138].
- 31 août : décès à 83 ans d'Alexander Horváth, international tchécoslovaque ayant remporté la Coupe d'Europe des vainqueurs de coupes 1969, le Championnat de Tchécoslovaquie 1970, la Coupe de Tchécoslovaquie 1968 puis comme entraîneur la Coupe de Turquie 1988[139].

## Septembre
- 2 septembre : décès à 77 ans de Manuel Duarte, international portugais[140].
- 4 septembre : décès à 67 ans de Georges Tignard, joueur français[141].
- 7 septembre : décès à 75 ans de Piet Schrijvers, international néerlandais ayant remporté 5 Championnat des Pays-Bas et 2 Coupe des Pays-Bas[142].
- 13 septembre : décès à 72 ans d'Abderrahmane Mehdaoui, entraîneur algérien[143].
- 13 septembre : décès à 88 ans de Pierre Tournier, joueur puis entraîneur français[144].
- 14 septembre : décès à 91 ans de Michel Verschueren, joueur et entraîneur belge[145].
- 16 septembre : décès à 87 ans de Luciano Vassalo, international éthiopien ayant remporté 3 Championnat d'Éthiopie[146].
- 20 septembre : décès à 94 ans d'Émile Antonio, joueur français ayant remporté la Coupe de France en 1954[147].
- 25 septembre : décès à 93 ans d'Andrés Prieto, international chilien ayant remporté le Championnat du Chili en 1949[148].
- 25 septembre : décès à 51 ans de Radovan Radaković, international yougoslave ayant remporté 2 Championnat de Yougoslavie et la Coupe de Yougoslavie en 2001 devenu entraîneur[149].
- 26 septembre : décès à 55 ans de Patrick Van Kets, joueur belge puis entraîneur[150].
- 26 septembre : décès à 82 ans de Ronney Pettersson, international suédois ayant remporté le Championnat de Suède 1966[151].
- 30 septembre : décès à 94 ans de François Remetter, international français[152].

## Octobre
- 3 octobre : décès à 84 ans de Jesús del Muro, international mexicain ayant remporté 2  Ligue des champions, 2 Championnat du Mexique et 2 Coupe du Mexique devenu entraîneur[153].
- 4 octobre : décès à 82 ans de Jürgen Sundermann, international allemand devenu entraîneur[154].
- 10 octobre : décès à 90 ans de Sergio Brighenti, international italien ayant remporté 2 Championnat d'Italie devenu entraîneur[155].
- 13 octobre : décès à 72 ans de Stávros Saráfis, international grec ayant remporté le Championnat de Grèce en 1976 et 2 Coupe de Grèce[156].
- 18 octobre : décès à 76 ans de Jean-Pierre Betton, joueur français[157].
- 19 octobre : décès à 93 ans d'Omar Borrás, sélectionneur de l'Arabie Saoudite et de l'Uruguay avec qui il remporta la Copa América 1983[158].
- 20 octobre : décès à 87 ans de Jimmy Millar, international écossais ayant remporté 6 Championnat d'Écosse et 5 Coupe d'Écosse devenu entraîneur[159].
- 21 octobre : décès à 32 ans de Masato Kudo, international japonais ayant remporté le Championnat du Japon en 2011[160].
- 21 octobre : décès à 91 ans de Serge Hestroffer, joueur français[161].
- 30 octobre : décès à 86 ans de René Fatoux, joueur français[162].

## Novembre
- 3 novembre : décès à 89 ans de Francis Rion, arbitre international belge[163]
- 6 novembre : décès à 91 ans de Carlo Galli, international italien ayant remporté 2 Championnat d'Italie[164].
- 7 novembre : décès à 89 ans d'Eamonn Darcy, international irlandais ayant remporté 3 Championnat d'Irlande. Il fut également sélectionneur de l'équipe nationale feminine irlandaise[165].
- 9 novembre : décès à 86 ans de Roland Guillas, international français ayant remporté la Coupe de France en 1962[166].
- 10 novembre : décès à 67 ans de Juan Carlos Orellana, international chilien ayant remporté le Championnat du Chili en 1979[167].
- 10 novembre : décès à 91 ans d'Alfredo Torres, international mexicain devenu entraîneur[168].
- 16 novembre : décès à 57 ans de Gerhard Rodax, international autrichien[169].
- 17 novembre : décès à 85 ans de Julien Manzano, joueur puis entraîneur français[170].
- 21 novembre : décès à 81 ans de Jürgen Nöldner, international est-allemand ayant remporté la médaille de bronze en Jeux olympiques 1964, 6 Championnat de RDA et la Coupe de RDA 1970[171].
- 21 novembre : décès à 81 ans de Kálmán Mészöly, international hongrois ayant remporté 4 Championnat de Hongrie devevu entraîneur[172].
- 21 novembre : décès à 27 ans de Karim Gazzetta, joueur suisse[173].
- 23 novembre : décès à 71 ans de David Johnson, international anglais ayant remporté 2 Ligue des champions de l'UEFA et 3 Championnat d'Angleterre devenu entraîneur[174].
- 23 novembre : décès à 88 ans de Roland Storme, international belge[175].
- 25 novembre : décès à 84 ans de Jean-Claude Bielitzki, joueur français[176].
- 26 novembre : décès à 66 ans de Fernando Gomes, international portugais ayant remporté la Coupe intercontinentale et la Ligue des Champions en 1987, 5 Champion du Portugal et 3 Coupe du Portugal[177].
- 27 novembre : décès à 88 ans de Maurice Norman, international anglais ayant remporté 2 Coupe des coupes, le Championnat d'Angleterre en 1961 et 2 Coupe d'Angleterre[178].
- 28 novembre : décès à 81 ans de Nello Sbaïz, joueur italien ayant remporté 2 Championnat de France et la Coupe de France 1962[179].
- 29 novembre : décès à 22 ans d'Andrés Balanta, joueur colombien[180].
- ? novembre : décès à 88 ans de René Vanderwilt international belge ayant remporté 4 championnat de Belgique[181].

## Décembre
- 2 décembre : décès à 83 ans de Tony Allen, joueur anglais[182].
- 2 décembre : décès à 78 ans de Yoshio Kikugawa, international japonais[183].
- 2 décembre : décès à 94 ans de Mahmoud Bayati, international iranien devenu entraîneur et sélectionneur de son pays remportant la Coupe d’Asie des nations 1968[184].
- 8 décembre : décès à 64 ans de Miodrag Ješić, international yougoslave devenu entraîneur ayant remporté le Championnat de Bulgarie 2005[185].
- 12 décembre : décès à 89 ans de Kurt Linder, joueur allemand[186].
- 12 décembre : décès à 87 ans de Hermann Nuber, joueur allemand ayant remporté la Coupe de RFA 1970[187].
- 16 décembre : décès à 53 ans de Siniša Mihajlović, international yougoslave puis serbe ayant remporté la Coupe intercontinentale 1991, la Coupe d'Europe des clubs champions en 1991, la Coupe d'Europe des vainqueurs de coupe en 1999, 3 Championnat de Yougoslavie, 2 Championnat d'Italie et 2 Coupe d'Italie devenu entraîneur et sélectionneur de son pays[188].
- 16 décembre : décès à 80 ans d'Ammar Merrichkou, joueur tunisien ayant remporté la coupe de Tunisie en 1961[189].
- 17 décembre : décès à 94 ans de Manuel Muñoz Muñoz, international chilien[190].
- 22 décembre : décès à 64 ans de Momo Ayed, entraîneur belge ayant remporté 2 Championnat de Belgique de football féminin et la Coupe de Belgique de football féminin 2006[191].
- 22 décembre : décès à 83 ans de George Cohen, international anglais ayant remporté la Coupe du monde 1966[192].
- 23 décembre : décès à 75 ans de Txetxu Rojo, international espagnol ayant remporté 2 Coupe d'Espagne devenu entraîneur[193].
- 23 décembre : décès à 74 ans de Genaro Sarmeno, international salvadorien devenu entraîneur[194].
- 25 décembre : décès à 49 ans de Fabián O'Neill, international uruguayen[195].
- 26 décembre : décès à 58 ans de Sergueï Dmitriev, international soviétique ayant remporté 2 Championnat d'Union soviétique, la Coupe d'Union soviétique en 1991 et le Championnat de Russie en 1997. Il fut également entraîneur et sélectionneur de Bruneï[196].
- 27 décembre : décès à 63 ans d'Andrzej Iwan, international polonais ayant remporté 4 Championnat de Pologne devenu entraîneur[197].
- 27 décembre : décès à 92 ans de Rodolfo Micheli, international argentin ayant remporté la Copa América 1955[198].
- 29 décembre : décès à 82 ans de Pelé, international brésilien ayant remporté 3 Coupe du Monde, 2 Copa Libertadores et 2 Coupe intercontinentale[199].